# Zastava Uzbekistana
Zastava Uzbekistana usvojena je 18. studenog 1991. godine. Postoji nekoliko teorija o simboličkom značenju zastave.
12 zvijezda predstavlja 12 administrativnih jedinica (vilajeta) Uzbekistana. Smatra se da plava traka predstavlja nebo, bijela pravdu, a zelena gostoljubivost. Dvije uske crvene trake predstavljaju snagu. Polumjesec predstavlja ili obnavljanje ili ponovno pojavljivanje zemlje nakon dugog boravka unutar Sovjetskog Saveza ili tradicionalni islamski simbol.
Po drugom objašnjenju, 12 zvijezda predstavlja ili 12 mjeseci ili 12 zodijačkih znakova; bijela traka predstavlja pamuk (glavnu poljoprivrednu kulturu), a polumjesec islam.
Po trećem objašnjenju; plava predstavlja vodu, bijela mir, a zelena prirodu, s crvenim linijama životne sile koje spajaju ove komponente.
Kako je Uzbekistan službeno sekularna zemlja, sve boje ili detalji koji predstavljaju islam nisu priznati, a upitan je i polumjesec.
Inspirirana je zastavom Turske.